# (315530) 2008 AP129
(315530) 2008 AP129 ist ein großes transneptunisches Objekt, das bahndynamisch als erweitertes Scattered Disc Object (DO) und als Mitglied der Haumea-Familie eingestuft wird. Aufgrund seiner Größe ist der Asteroid ein Zwergplanetenkandidat.

## Entdeckung
2008 AP129 wurde am 11. Januar 2008 von Megan Schwamb und Mike Brown des California Institute of Technology mit dem 1,5–m–Teleskop am Palomar-Observatorium (Kalifornien) entdeckt. Die Entdeckung wurde am 27. Oktober 2009 bekanntgegeben, der Planetoid erhielt am 7. Februar 2012 die Kleinplanetennummer 315530.
Nach seiner Entdeckung ließ sich 2008 AP129 auf Fotos bis zum 9. Januar 1989, die ebenfalls am Palomar-Observatorium gemacht wurden, zurückgehend identifizieren und so seinen Beobachtungszeitraum um 19 Jahre verlängern, um so seine Umlaufbahn genauer zu berechnen. Im Februar 2018 lagen insgesamt 111 Beobachtungen über einen Zeitraum von 29 Jahren vor. Die bisher letzte Beobachtung wurde im Dezember 2017 am Mauna-Kea-Observatorium durchgeführt. (Stand 20. Februar 2019)

## Eigenschaften

### Umlaufbahn
2008 AP129 umkreist die Sonne in 268,59 Jahren auf einer leicht elliptischen Umlaufbahn zwischen 35,97 AE und 47,28 AE Abstand zu deren Zentrum. Die Bahnexzentrizität beträgt 0,136, die Bahn ist 27,40° gegenüber der Ekliptik geneigt. Derzeit ist der Planetoid 38,63 AE von der Sonne entfernt. Das Perihel durchlief er das letzte Mal 1980, der nächste Periheldurchlauf dürfte also im Jahre 2249 erfolgen.
Marc Buie (DES) klassifiziert den Planetoiden als erweitertes SDO (ESDO bzw. DO), während das Minor Planet Center ihn allgemein als «Distant Object» und als Nicht-SDO einordnet. Der Asteroid ist Mitglied der Haumea-Familie, die aus Fragmenten einer früheren Kollision auf dem Zwergplaneten Haumea besteht.

### Größe und Rotation
Derzeit wird von einem Durchmesser von etwa 490 km ausgegangen, basierend auf einem Rückstrahlvermögen von 7 % und einer absoluten Helligkeit von 5,1 m. Die scheinbare Helligkeit von 2008 AP129 beträgt 20,79 m.
Da anzunehmen ist, dass sich 2008 AP129 aufgrund seiner Größe im hydrostatischen Gleichgewicht befindet und somit weitgehend rund sein muss, sollte er die Kriterien für eine Einstufung als Zwergplanet erfüllen. Mike Brown geht davon aus, dass es sich bei 2008 AP129 um möglicherweise einen Zwergplaneten handelt.
Anhand von Lichtkurvenbeobachtungen rotiert 2008 AP129 in 9 Stunden und 2,4 Minuten einmal um seine Achse. Daraus ergibt sich, dass er in einem 2008 AP129-Jahr 260451,6 Eigendrehungen („Tage“) vollführt.
| Jahr                                         | Abmessungen km | Quelle              |
| -------------------------------------------- | -------------- | ------------------- |
| 2016                                         | 482,53         | LightCurve DataBase |
| 2018                                         | 509,0          | Johnston            |
| 2018                                         | 490,0          | Brown               |
| Die präziseste Bestimmung ist fett markiert. |                |                     |